# 红卫
红卫（1967年—），西藏札达人，藏族，中华人民共和国政治人物、第十二届全国人民代表大会西藏地区代表。
毕业于中央党校函授经管班专业。加入中国共产党，曾任林芝地委委员、林芝行署副专员，現為西藏自治區旅遊局副局長。2013年，担任全国人大代表。